# Hărțuire
Hărțuirea este un comportament intenționat, care amenință sau deranjează insistent.
Un hărțuitor dorește să domine victima și să profite de starea de inferioritate în care aceasta se află sau în care este adusă prin diferite mijloace, în scopul obținerii unor foloase sau avantaje sexuale (când se vorbește de hărțuire sexuală), imorale (plăcerea de a face rău cuiva) sau/și materiale.

## Situația în România
Ordonanța de urgență a Guvernului nr. 137/2000 privind prevenirea și sancționarea tuturor formelor de discriminare, republicată, aprobată cu modificări și completări prin Legea nr. 189/2013, publicată în Monitorul Oficial al României, Partea I, nr. 380 din 27 iunie 2013 prevede că:
Constituie hărțuire și se sancționează contravențional orice comportament pe criteriu de rasă, naționalitate, etnie, limbă, religie, categorie socială, convingeri, gen, orientare sexuală, apartenență la o categorie defavorizată, vârstă, handicap, statut de refugiat ori azilant sau orice alt criteriu care duce la crearea unui cadru intimidant, ostil, degradant ori ofensiv.
Codul penal al României, intrat în vigoare la data de 1 februarie 2014 definește hărțuirea ca fiind:
fapta celui care, în mod repetat, urmărește, fără drept sau fără un interes legitim, o persoană ori îi supraveghează locuința, locul de muncă sau alte locuri frecventate de către aceasta, cauzându-i astfel o stare de temere … precum și ... efectuarea de apeluri telefonice sau comunicări prin mijloace de transmitere la distanță, care, prin frecvență sau conținut, îi cauzează o temere unei persoane.
Pentru ca acțiunea penală să fie pusă în mișcare, persoana vătămată trebuie să facă o plângere în acest sens.